# Minnā yatteru ka!
Minnā yatteru ka! ( みんな～やってるか！? lett. "Tutti state facendo!"), noto anche col titolo internazionale Getting Any?, è un film del 1994 diretto da Takeshi Kitano.

## Trama
Asao è un trentacinquenne che non ha mai avuto alcuna esperienza con le donne. Dopo aver visto un film erotico in cui il protagonista ottiene successo grazie alla sua automobile di lusso, anche Asao stabilisce che per aumentare la propria attività sessuale ha assolutamente bisogno di un'automobile, ma la sua ristretta situazione economica gli permette di acquistare solo una modesta keicar.
Dopo aver fatto le prove con un manichino femminile, Asao passa all'azione avanzando proposte sessuali a ragazze incontrate per strada, senza però ottenere risultati. La causa degli insuccessi viene identificata nello scarso prestigio della vettura acquistata, così vende il fegato e i reni del proprio nonno pur di avere il denaro necessario per una roadster, tuttavia la nuova automobile si rivela una truffa poiché cade a pezzi.
Dopo aver rubato una macchina che si scoprirà essere senza freni, Asao scruta sconsolato il cielo, ma vedendo volare un jumbo jet immagina che in prima classe i servizi siano anche di natura sessuale. Per procurarsi il denaro necessario pensa di rapinare una banca, orchestra di recarsi presso un'industria siderurgica per fabbricare la propria arma, ma ne ottiene fortuitamente una da un misterioso yakuza moribondo. Anche questa scelta non si rivela vincente, così come tante altre: tenta infatti di intraprendere la carriera di attore, di cacciatore di tesori, di spacciatore e di membro della yakuza.
Fuori dai bagni pubblici incontra uno scienziato che gli promette di diventare invisibile, cosa che effettivamente avviene. Asao scappa per poter realizzare il suo desiderio di fare il guardone, ma viene catturato dallo stesso scienziato, per mostrare il suo esperimento alla comunità scientifica. Durante l'evento organizzato l'invisibilità svanisce, così viene sottoposto a nuovi test scientifici: tuttavia nella capsula è presente un insetto, che si unisce ad Asao formando un unico uomo-mosca. Visto come una minaccia per la società, le autorità militari ordinano di raccogliere tutti gli escrementi sul suolo nazionale per attrarre la creatura volante. Posatosi sul cumulo di feci, l'uomo-mosca viene schiacciato con una paletta gigante e catturato.
Dopo i titoli di coda si assiste alla scena finale in cui l'uomo-cavalletta, dopo un balzo, finisce infilzato sulla Tokyo Tower.